# Ruud Kleinpaste
Ruud Hendrik Kleinpaste (Indonesia, 23 aprile 1952) è un entomologo e personaggio televisivo olandese.
Nato in Indonesia da genitori olandesi, dopo aver frequentato la scuola nei Paesi Bassi, ha studiato agraria all'università, conseguendo una laurea in silvicoltura.
A 20 anni ha scoperto l'entomologia. Dopo essere emigrato in Nuova Zelanda nel 1978 (sua moglie Julie è neozelandese), ha svolto varie professioni sempre in ambito ambientale prima di lavorare come consulente per il ministero dell'agricoltura e della pesca (MAF). Nel 1987 ha condotto uno show radiofonico, Ruud's Awakening, in cui offriva consigli di giardinaggio. Il successo della trasmissione gli portato una certa fama in Nuova Zelanda, dove è conosciuto come "The Bugman". Si è ritirato dal MAF a metà 1990 per una carriera come consulente ecologico.
La televisione lo ha portato a lavorare dentro e fuori la Nuova Zelanda, procurando ulteriore notorietà a lui e alle sue cause ambientali. Queste includono la promozione di tecniche agricole ecocompatibili, la protezione degli uccelli minacciati della Nuova Zelanda e, soprattutto, la comprensione e l'apprezzamento di insetti, ragni e altri artropodi terrestri.
Ha scritto un libro, Backyard Battlefield, sul giardinaggio biologico e collabora con numerose associazioni ambientaliste. Attualmente vive ad Auckland con la sua famiglia.
In Italia è noto grazie alla trasmissione Buggin' with Ruud in onda su Animal Planet.